# RATAN-600
El RATAN-600 es un radiotelescopio (ruso: РАТАН-600 – радиоастрономический телескоп Академии наук, o Radiotelescopio de la Academia de Ciencias) que pertenece al Observatorio Astrofísico Especial de la Academia de Ciencias de Rusia, localizado en la región rusa del Gran Cáucaso.
Está situado a una altitud de 970 m, y consta de un círculo de 576 m de diámetro de reflectores de radio rectangulares. Cada reflector de los 895 (2×7,4 m) que existen pueden ser señalados hacia un espejo secundario cónico central, o a uno de cinco cilindros parabólicos. Cada reflector está combinado con una cabina de instrumentación que contiene varios receptores e instrumentos. El efecto global es el de una antena parcialmente orientable con el poder de resolución de un disco de 600 m de diámetro (cuando se utiliza el receptor cónico central), haciéndolo el radiotelescopio individual de diámetro más grande del mundo.

## Operativa

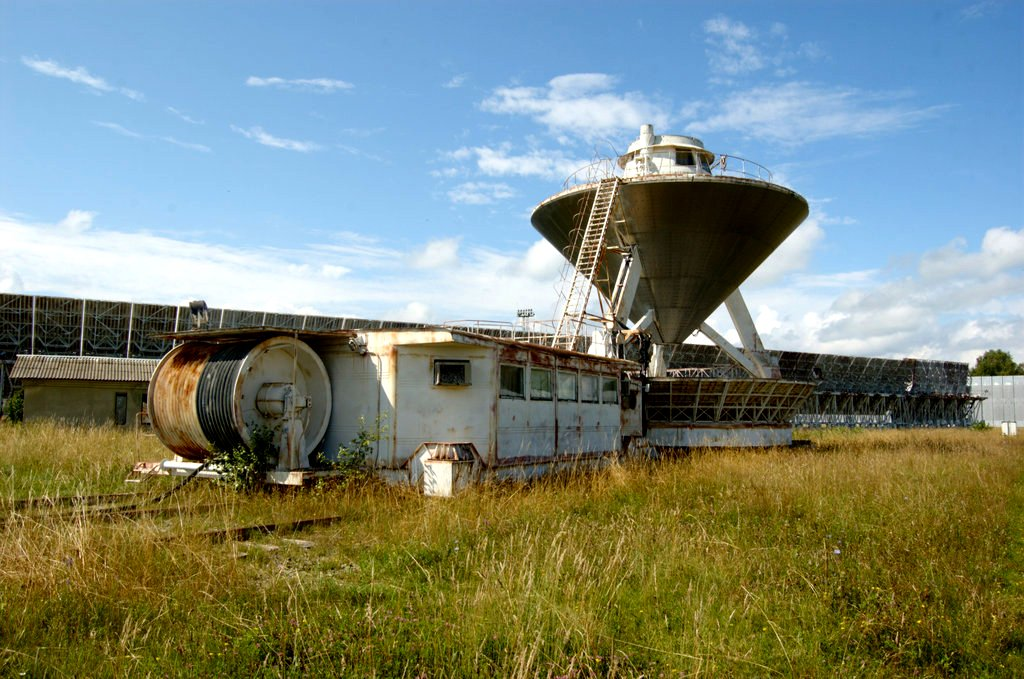
Receptor cónico

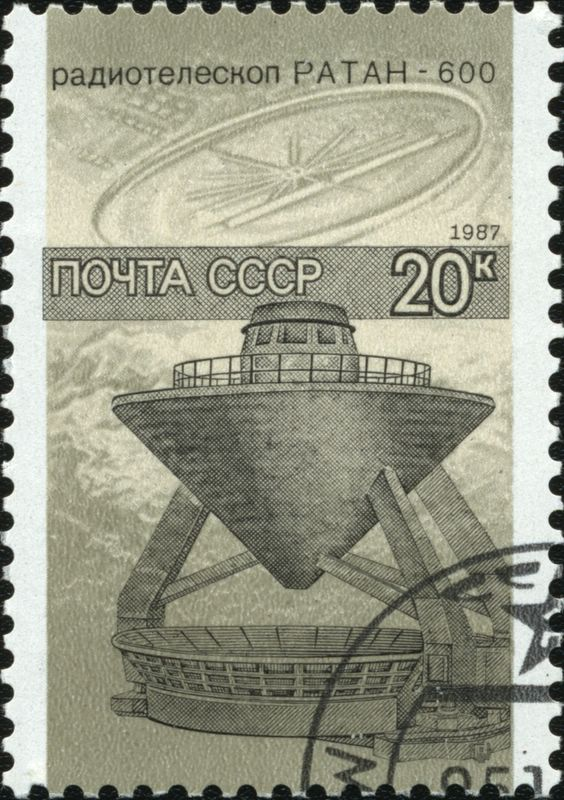
1987 sello de URSS que conmemora el RATAN-600

El radiotelescopio puede operar en tres modos:
- Sistema de dos espejos: Un sector del anillo enfoca las ondas al espejo secundario cilíndrico y más allá a los receptores
- Sistema de tres espejos: El espejo plano lineal refleja las ondas al sector sur del anillo, que a su vez se centra en un secundario cilíndrico y sobre los receptores (sistema de espejo de periscopio de tipo Kraus)
- Anillo entero: Para observaciones cerca del cenit, se puede utilizar todo el anillo, junto con el espejo secundario cónico y sus receptores

Para ello, un sector del anillo está acoplado con una de las unidades secundarias de espejo y receptor (que se pueden desplazar sobre unos rieles) mientras que otro sector junto con otro espejo secundario se utiliza de forma similar para otra observación independiente. Con una longitud de onda de 8 cm, el área de recolección efectiva de todo el anillo es de 1.000 metros cuadrados con una potencia de resolución en el plano horizontal de 1 minuto de arco.
El RATAN-600 se utiliza principalmente como un telescopio de tránsito, en el que la rotación de la Tierra sirve para barrer el enfoque del telescopio a través del objeto buscado. Las observaciones de radiofrecuencia pueden realizarse en la banda de 610 MHz a 30 GHz, aunque principalmente en la banda de ondas centimétricas, con una resolución angular de hasta 2 segundos de arco. La observación del Sol en las longitudes de onda de radio, en particular de la corona solar, ha sido un foco a largo plazo del programa científico del RATAN-600. También ha contribuido a la observación de radio para el proyecto SETI. El RATAN-600 no ha sufrido los persistentes problemas técnicos del vecino BTA-6, y ha estado generalmente en alta demanda desde que comenzó a operar a mediados de 1974.

### Escucha de una señal transitoria del telescopio RATAN-600 en dirección aHD 164595.
Una señal de radio de 2,7 cm de longitud de onda (que equivale a 11 GHz) ha sido observada por el equipo de Claudio Maccone en el radio observatorio RATAN-600 en Zelenchukskaya (Rusia) y que procede del sistema estelar HD 164595. Se desconoce si un planeta del sistema estelar está implicado o si podría ser, en cambio, una lente gravitacional de una fuente más distante.
Recibida la señal el 15 de mayo de 2015 y una vez analizada la fuerza de la misma, los investigadores dicen que si procediera de un faro isotrópico, sería de una energía tal que sólo podría proceder de una civilización de tipo Kardasev II. En cambio, si se tratara de una señal centrada en nuestro sistema solar, tendría una energía accesible para una civilización de tipo Kardashev I.
Por desgracia, el método de observación utilizado por el equipo ruso no permite confirmarla. 
1. La señal no era persistente. 
2. La señal se había ido cuando se procedió a la reobservación. 
3. La señal de frecuencia / tiempo / retraso no se puede determinar. 
4. La tasa de desplazamiento Doppler de la señal es desconocida. 
5. Muchas fuentes de interferencia, incluyendo satélites, están presentes en la banda de observación. 
6. La posición espacial es imprecisa. 
Solo se detectó una vez; en una de las 39 exploraciones que pasaron por la estrella mostró una señal de aproximadamente 4,5 veces la potencia media de ruido. La longitud de onda de 2,7 cm equivale a 11,1 GHz, banda de TV descendente de los satélites geoestacionarios. Esto hace suponer que se captó una señal de algún satélite terrestre interpuesto entre este y el sector de Hércules.